# Nintendo Switch
Nintendo Switch (ニンテンドースイッチ?, Nintendō Suitchi), inizialmente conosciuta con il nome in codice "NX", è una console di natura ibrida sviluppata da Nintendo e distribuita in tutto il mondo a partire dal 3 marzo 2017.
È stata ufficialmente rivelata il 20 ottobre 2016 ed è arrivata sul mercato in Giappone, Europa e America del Nord il 3 marzo 2017. Rappresenta il primo tentativo da parte di Nintendo di creare una console ibrida, ossia che può essere utilizzata sia come piattaforma domestica che come portatile. È dotata di un supporto su cartuccia, formato abbandonato da Nintendo con il Nintendo 64 nel settore delle console fisse ma adottato in tutte le console portatili. In termini di unità vendute è la seconda console di maggior successo di Nintendo, dopo il Nintendo DS, nonché la terza in assoluto dopo PlayStation 2 e lo stesso DS.
Compete commercialmente con le console di ottava generazione, PlayStation 4 di Sony e Xbox One di Microsoft, generazione nella quale viene comunemente inclusa dalla stampa specializzata. Tuttavia, a causa del suo enorme successo, Nintendo ha continuato a supportare la console per molti anni, attraversando così anche parte della nona generazione. Ciò l'ha portata, nella seconda parte del suo ciclo produttivo, a dividere il mercato anche con PlayStation 5 e Xbox Series X/S, commercializzate alla fine del 2020.
Sono state prodotte due revisioni hardware della console, Lite, esclusivamente portatile, distribuita il 20 settembre 2019, e Modello OLED, una versione con schermo OLED, distribuita l'8 ottobre 2021. Il 5 giugno 2025 esce il successore della console, Nintendo Switch 2, che prosegue con il formato ibrido del predecessore ed è retrocompatibile con la maggior parte dei giochi fisici e digitali di Switch.

## Storia

### Sviluppo e annuncio ufficiale
Le prime notizie riguardanti una console successiva al Wii U si hanno tra il 2014 e il 2015. Con il tempo il progetto viene chiamato col nome in codice "NX"; Satoru Iwata discute della console per la prima volta nel marzo 2015 quando ammette l'intenzione di creare una console del tutto diversa e non una semplice rivisitazione delle precedenti console, come è stato il Wii U dopo il Wii.
Nintendo inizia a discutere di NX all'Electronic Entertainment Expo 2015 con i diversi sviluppatori di quello che in linea di massima sarebbe stata la console. Tuttavia Iwata ammette che non rilascerà pubblicamente dettagli su NX, ma aggiunge che nonostante l'uscita di questa nuova console il supporto a Wii U non sarebbe terminato prematuramente. Alcune voci specularono già sul fatto che la nuova console fosse basata su cartucce elettroniche anziché su dischi ottici. Durante la seconda metà del 2015, il quotidiano statunitense The Wall Street Journal afferma che Nintendo iniziò la distribuzione di software development kit a svariati sviluppatori, e che essi mostrano di come effettivamente NX sarebbe stata una console "ibrida".
Tatsumi Kimishima diventa il nuovo presidente di Nintendo dopo la morte di Iwata e ribadisce che NX sarebbe stato completamente diverso dal Wii e dal Wii U, e di come la sfida per la Nintendo sarebbe stata quella di convincere gli utenti a spostarsi da un hardware all'altro. Afferma inoltre che NX non sarebbe stato neanche il vero successore del 3DS. Tra il 2015 e il 2016 il progetto NX si è ritrovato al centro di moltissime attenzioni e speculazioni: viene dapprima concepita – e poi successivamente smentita – una falsa fotografia su internet che rappresentava il gamepad della console; inoltre, secondo alcune informazioni lo sviluppo del progetto data il suo inizio a febbraio 2015; altre voci trapelate da Reddit specularono invece sul fatto che NX fosse basato su architettura x86.
Per lo sviluppo della console Nintendo ha speso più di mezzo miliardo di dollari in ricerca e sviluppo durante il suo ultimo anno fiscale e ammette di come la nuova console non sarebbe stata venduta in perdita, al contrario di quanto accaduto con Wii U. Nintendo attua con forza la decisione (per molti controversa) di non presentare NX all'Electronic Entertainment Expo 2016, annunciando però la data di vendita della console fissata a marzo 2017, con una presentazione ufficiale entro la fine del 2016. Reggie Fils-Aime discute di NX nell'agosto 2016, ammettendo che Nintendo ha bisogno di aiutare gli utenti a capire le qualità che rendono uniche la nuova console; ideata sia per gli appassionati sia per i videogiocatori occasionali.
Il 17 ottobre 2016 il Wall Street Journal ammette che la presentazione ufficiale di NX sarebbe avvenuta nel corso della settimana; informazione che fu confermata da Nintendo il 20 ottobre con la rivelazione ufficiale della console attraverso un video su YouTube con il nome ufficiale di Nintendo Switch. Viene confermata la natura ibrida tra console portatile e fissa, oltre che l'utilizzo delle cartucce elettroniche; inoltre Nintendo ha certificato il supporto da parte di più di cinquanta sviluppatori di terze parti tra cui 505 Games, Activision, Bethesda Softworks, Electronic Arts, Epic Games, FromSoftware, SEGA, Square Enix e Ubisoft. Il 13 dicembre 2016 Nintendo rivela che nuove informazioni su Switch non sarebbero arrivate ufficialmente prima del 13 gennaio 2017, durante un evento speciale dedicato.

### Presentazione del 2017
Ulteriori informazioni sulla console e sui giochi vengono rivelate, come programmato, durante l'evento dedicato in data 13 gennaio, introdotto da Tatsumi Kimishima. La data di uscita viene ufficializzata per il 3 marzo 2017, in tutti i territori principali, al prezzo di 299 $. Vengono annunciati e presentati ufficialmente anche svariati titoli tra cui 1-2-Switch, titolo esclusivo di lancio, e Splatoon 2 (distribuito il 21 luglio 2017); oltre a The Legend of Zelda: Breath of the Wild, anch'esso titolo di lancio, e Mario Kart 8 Deluxe, uscito ad aprile del 2017, mentre viene presentato per la prima volta al pubblico Super Mario Odyssey, uscito il 27 ottobre 2017. Altri titoli annunciati durante l'evento sono stati Xenoblade Chronicles 2 e Fire Emblem Warriors, oltre che a Dragon Quest XI, The Elder Scrolls V: Skyrim, Minecraft, FIFA 18 e NBA 2K18.

### Slogan pubblicitari
Lo slogan giapponese con cui venne messa in commercio nel marzo 2017 fu in qualsiasi momento, dovunque, con chiunque (in giapponese いつでも・どこでも・誰とでも, itsu demo, doko demo, dare to demo), in Italia trasposto poi come quando vuoi, dove vuoi, con chi vuoi e, nel 2019, come gioca dove, come e con chi vuoi.

## Hardware e funzionamento

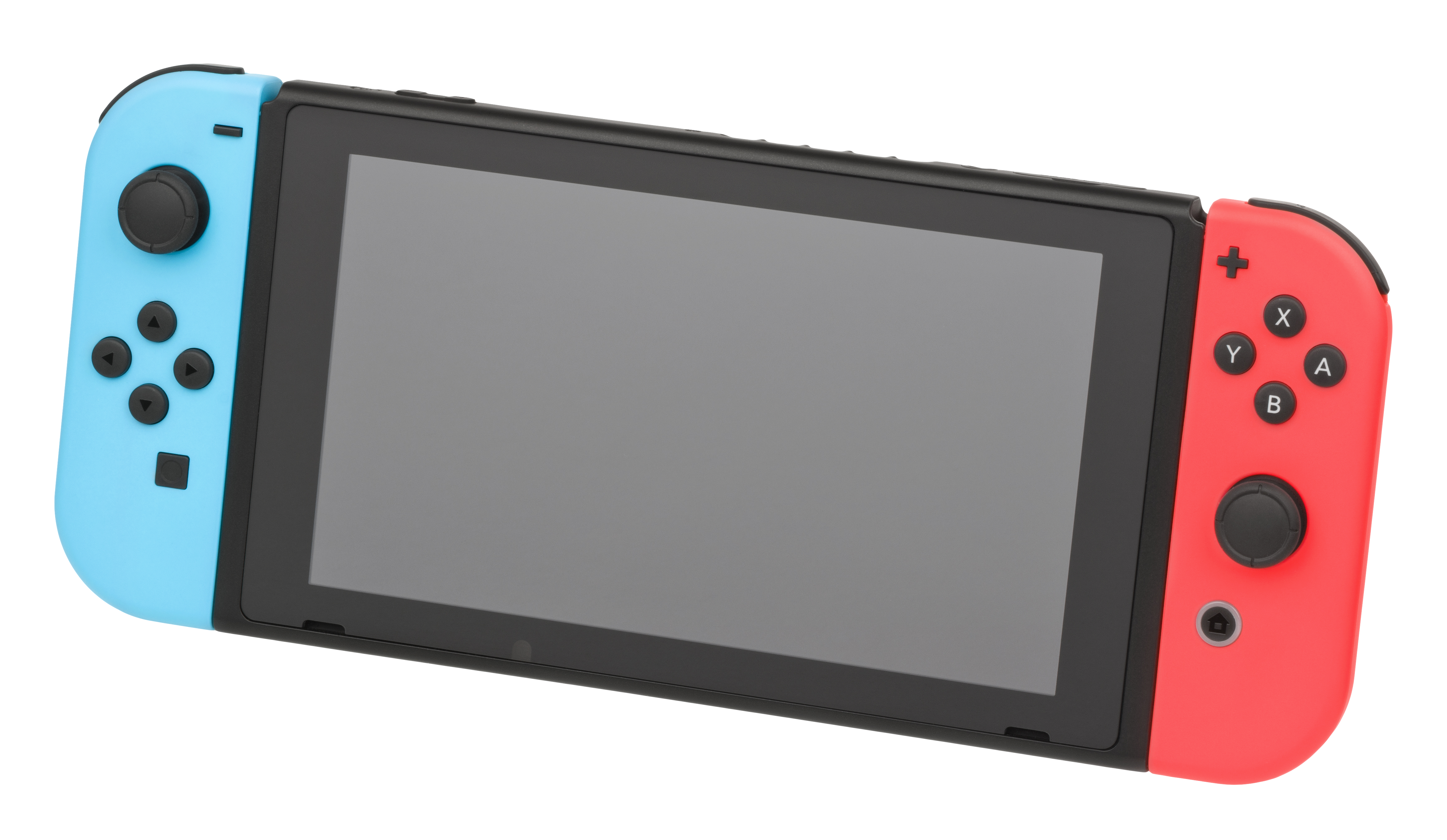
La console in modalità portatile, con i due Joy-Con agganciati a destra e sinistra dello schermo

Nintendo Switch è una console "ibrida" tra un sistema di gioco portatile e uno casalingo. Come console fissa Nintendo Switch si collega al televisore tramite una docking station, chiamata in italiano "base Nintendo Switch"; due controller rimovibili, chiamati Joy-Con, vengono tenuti insieme da un'impugnatura alla quale si agganciano creando così un controller dalla forma squadrata. Estraendo l'unità centrale dalla base e collegando a essa i due Joy-Con, la console entra immediatamente nella modalità portatile e, grazie al suo luminoso schermo ad alta definizione, consente di portare con sé la stessa esperienza di gioco.

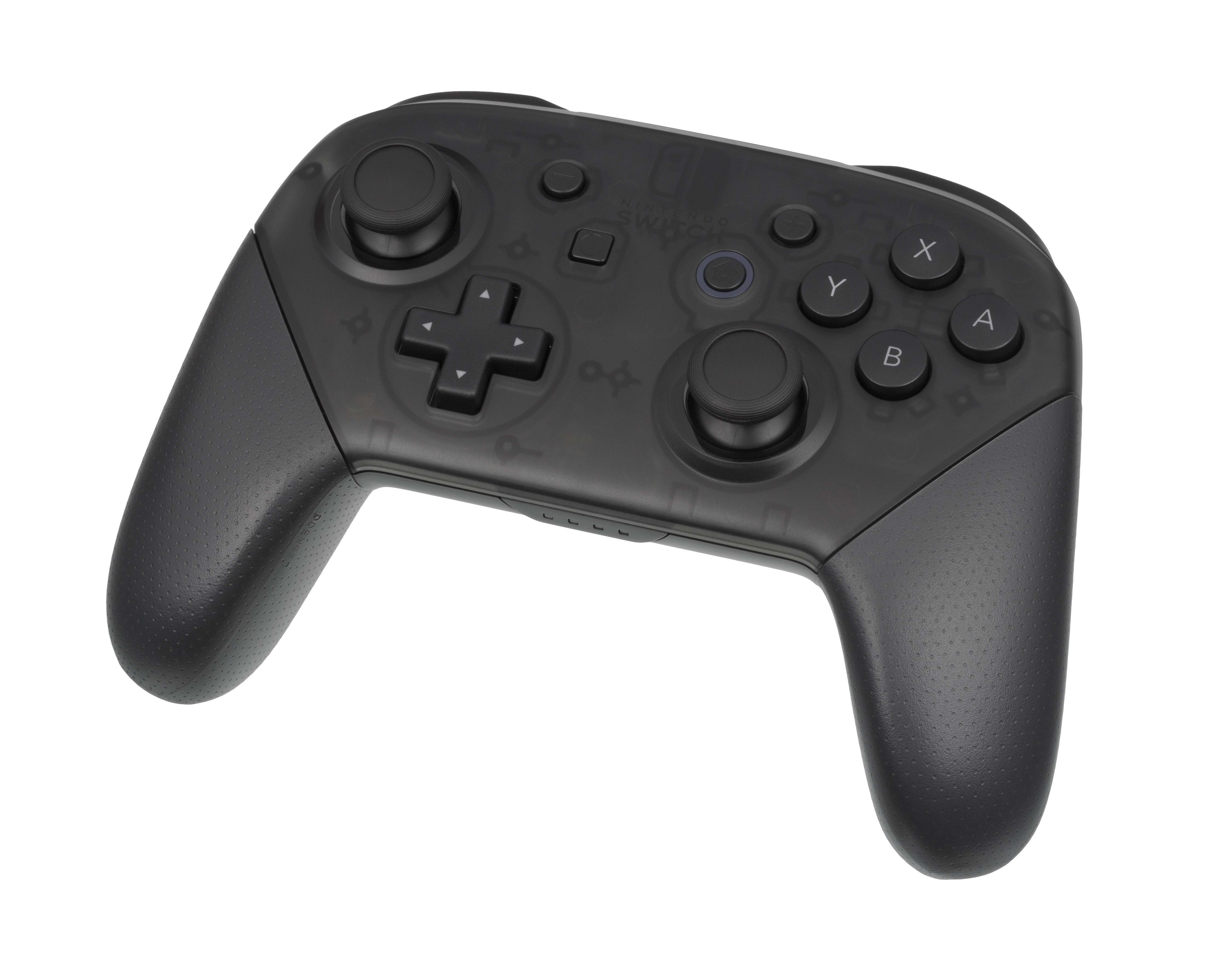
Nintendo Switch Pro Controller

In modalità giocatore singolo è anche possibile impugnare un controller per mano mentre giocando in due, ogni utente può usare un Joy-Con ciascuno. In caso di gruppi più grandi vi è la possibilità di usare più Joy-Con contemporaneamente ed è anche possibile giocare con il Nintendo Switch Pro Controller, un controller dalla forma più tradizionale. Inoltre più giocatori possono portare le loro console con sé per le sessioni multigiocatore in locale. Nvidia ha confermato il supporto a Nintendo Switch tramite un system-on-a-chip Tegra, appositamente modificato per la console.

### Specifiche hardware
- Architettura SoC: Nvidia Maxwell seconda generazione
- Prestazione complessiva, FP32 (singola precisione a virgola mobile) picco a 0,512 TFLOPS, FP16 (mezza precisione a virgola mobile) picco a 1.024 TFLOPS[46]
- CPU: Quattro core ARM Cortex A57, frequenza massima 2.1 GHz + quattro core Cortex A53 a risparmio energetico (disabilitati permanentemente)[47]
  - Frequenza durante il gioco: 1020 MHz
  - Frequenza in modalità "boost": 1785 MHz (utilizzata temporaneamente per ridurre i tempi di caricamento)
- GPU: 256 CUDA core, frequenza massima 998 MHz[47]
  - Texture: 16 pixels/cycle
  - Fill: 14,4 pixels/cycle
  - Prestazione grafica:[48]
    - In portatilità: 307-460 MHz, 157-236 GFLOPS
    - Nel supporto fisso: 768 MHz, 393 GFLOPS
- Memoria volatile: 4 GB unificata RAM/VRAM
  - Banda di memoria: 
    - In portatilità: 22.4 GB/s (1333 MHz)
    - Nel supporto fisso: 25.6 GB/s (1600 MHz)
- Memoria di sistema: 32GB, velocità di trasferimento massima: 400MB/s
- USB: USB 2.0/3.0
- Video output tramite stazione fissa: 480p/720p/1080p a 60 Hz via HDMI
- Display (prima generazione): LCD IPS da 6,2 pollici, 1280x720 pixel, 290 Nit
- Batteria agli Ioni di Litio Ricaricabile da:
  - 4310 mAh (15.97 W) nel modello originale e "Oled"
  - 3570 mAh (13.21 W) nel modello "Lite"

## Vendite
Nintendo apre i preordini di Switch a seguito della sua presentazione; in meno di dodici ore le scorte della console vanno completamente esaurite sul rivenditore Amazon.com, negli Stati Uniti d'America e Regno Unito. Negli Stati Uniti d'America, dove viene realizzata una pubblicità televisiva con l'attore e wrestler John Cena, la console ha fatto il tutto-esaurito nel giorno del lancio presso i rivenditori Walmart e Toys "R" Us, provocando mancanza di scorte su tutto il territorio nazionale; GameStop ha dichiarato che il lancio di Switch «è stato il lancio di una nuova console più forte e di maggior successo degli ultimi anni». Nella prima settimana di lancio, lo Switch ha piazzato nel Regno Unito oltre 80 000 unità vendute, raddoppiando il risultato raggiunto in precedenza da Wii U. In Spagna la console ha venduto in poco tempo 50 000 unità, superando le quote raggiunte da PlayStation 4 classificandosi come "il miglior lancio di una console, nella storia del paese". Analogo il successo anche in Giappone dove, al confronto con la console Sony (322.000 unità nel periodo di lancio), quella Nintendo è riuscita a superare la rivale portandosi a 330 000 unità piazzate in meno di una settimana. Per quanto riguarda il territorio europeo, Nintendo ha confermato che Switch è la sua console più venduta nel periodo di lancio.
A meno di due settimane dal lancio, Switch ha venduto globalmente un milione e mezzo di unità, di cui 550 000 negli Stati Uniti d'America e 360 000 in Giappone. Oltre un mese dopo il lancio della console, le unità vendute hanno raggiunto una stima di oltre 2,4 milioni, superando le aspettative di Nintendo.
Nel mese di luglio, la console ha venduto circa 1 milione di unità in Giappone. Il 12 dicembre 2017 Nintendo dichiara che la console ha raggiunto le 10 milioni di unità vendute in tutto il mondo.
Il 10 gennaio 2018 la diramazione italiana di Nintendo ha affermato che Switch ha superato le vendite di Nintendo Wii nei dieci mesi successivi al lancio sul territorio. 
 A fine gennaio, nel mondo, diventeranno 15 milioni le unità vendute, superando le vendite totali di Wii U.
A ottobre 2018 Nintendo Switch ha venduto 22,86 milioni di unità, superando il GameCube (2001–2007) che si era fermato a 21,74 milioni. Al 31 marzo 2019 le vendite di Switch hanno raggiunto quota 34,74 milioni di unità, superando così pure le vendite del Nintendo 64 (1996–2002) ferme a 32,93 milioni.
Il 31 dicembre 2019, Nintendo Switch ha superato anche il Super Nintendo Entertainment System (1990–2003), totalizzando vendite pari a 52,48 milioni di unità nel mondo contro i 49,10 milioni del Super Nintendo.
A giugno 2020, Nintendo Switch supera il Nintendo Entertainment System (1983–1995), totalizzando vendite pari a 62,03 milioni di unità nel mondo (di cui 5,68 milioni di unità vendute solo nel trimestre aprile-giugno) contro i 61,91 milioni del NES, diventa per il momento la seconda console più venduta di Nintendo, dietro al Wii con le sue 101,63 milioni di unità.
Le vendite della console non si arrestano nemmeno nel trimestre successivo, arrivando, ai primi di novembre 2020, a quota 68,3 milioni di unità includendo, però, anche i dati di vendita del modello Lite.
Nei primi tre anni di vita la console ha venduto oltre 14 milioni di unità nel solo Giappone (di cui 392 Mila vendute nelle settimane dal 14 al 27 dicembre 2020), alle quali si aggiungono tre milioni del modello Lite.
Nintendo afferma che fino al 31 Dicembre 2020 Nintendo Switch abbia venduto 79,87 milioni di unità, superando così le già incredibili vendite di Nintendo 3DS, fermo a quota 75,94 milioni. Inoltre ha venduto oltre 18 milioni di console in Giappone, e per tutto il 2020, sono state vendute 26,5 milioni di Switch e Switch Lite, con un incremento di 2,5 milioni di pezzi rispetto alla stima iniziale.
Le vendite di Nintendo Switch proseguono anche durante i mesi di gennaio e febbraio 2021, arrivando a registrare nel solo Giappone oltre 18,4 milioni di unità vendute tra il modello Lite (3,31) e quello classico (15,17): di queste ben 51.744 unità sono state vendute nell'ultima settimana di febbraio. Grazie alle vendite del mese di marzo la console supera le vendite del Game Boy Advance, fermo a 81,51 milioni di unità. Per quanto riguarda il mercato statunitense, ai primi di marzo la console supera in vendite il Nintendo DS, risultando la seconda console più venduta sul suolo americano.
Nella settimana del 19 aprile 2021, Nintendo Switch, con le sue 19.410.740 unità vendute dal lancio sul suolo nipponico, diventa la sesta console più venduta in Giappone, battendo le vendite del Famicom.
A maggio 2021 Nintendo dichiara che Nintendo Switch abbia venduto esattamente 84,59 milioni di unità a livello mondiale, confermando così che la console abbia avuto la meglio sul GBA, fermo a 81,51 milioni e sulla Xbox 360, e che Mario Kart 8 Deluxe abbia venduto 35,39 milioni di copie, diventando ufficialmente il gioco più venduto della serie Mario Kart, nonché il gioco di corse più venduto tra tutte le console Nintendo. I primi di giugno, la rivista giapponese di videogiochi Famitsū conferma che, nel Sol levante, le vendite combinate di Switch e Switch Lite hanno superato quota 20 milioni di unità. Anche negli Stati Uniti d'America le vendite di Nintendo Switch sono state consistenti, al punto da risultare la console più venduta nei primi sei mesi del 2021. Durante la seconda settimana di luglio le vendite combinate di Switch e Switch Lite aumentano e sfiorano i 20 milioni e mezzo di unità vendute nel solo Giappone.
Il 5 agosto 2021 viene presentato il bilancio del primo quarto dell'anno fiscale 2021/22 in cui conferma che, al giugno 2021, le unità vendute sono state 89,04 milioni. Nintendo conferma un rallentamento delle vendite rispetto all'anno passato nonostante sia in continua crescita.
Il 30 Settembre 2021 Nintendo dichiara che la console abbia venduto 92,87 milioni di unità, con un incremento di 3,83 milioni dal 30 Giugno. Nintendo inoltre, conferma di aver ridotto la sua previsione di distribuzione annuale di Switch da 25,5 milioni a 24 milioni di unità a causa della carenza globale di componenti, che caratterizza anche le console delle altre concorrenti. Invece, Nintendo conferma che siano stati venduti 681 milioni di videogiochi dal 2017, e aumenta le sue previsioni sul lato software di Switch a 200 milioni di unità "in base alle prestazioni di vendita del primo semestre".
Dopo solo qualche mese, Nintendo Switch riesce a vendere circa un milione di unità in Giappone, portando il totale a 22,02 milioni, e superando la Playstation 2 ferma a 21,92 milioni. Diventa così la quarta console più venduta sul suolo nipponico, e si avvicina sempre di più alle vendite di Nintendo Wii (in totale 101,63 milioni). Il record di vendite viene infranto tra dicembre e gennaio 2022, periodo in cui la console registra oltre 103,54 milioni di unità vendute su scala globale.
A fine 2021 la console nipponica (con le sue varianti) risulta essere la più venduta dell'anno a livello mondiale.
Il 10 maggio 2022 viene pubblicato il rendiconto finanziario ufficiale di Nintendo: al primo trimestre 2022 la console ha superato quota 107,6 milioni di unità vendute diventando così la quinta console per volume di vendite nel mondo, di cui 25 milioni nel solo Giappone.
Il 3 agosto 2022 viene reso noto che le vendite mondiali di Switch al 30 giugno 2022 ammontano a 111,08 milioni di unità. L'8 novembre 2022 viene pubblicato il rendiconto finanziario ufficiale di Nintendo: al semestre 2022 la console è arrivata a quota 114,33 milioni di unità vendute. A febbraio 2023 Nintendo annuncia che la console ha venduto, al 31 dicembre 2022, ben oltre 122 milioni di unità (considerando le vendite combinate di tutti i modelli).
L'anno fiscale 2022, conclusosi a marzo 2023, si chiude con un ulteriore aumento delle vendite della console in tutte le sue declinazioni: secondo il rapporto presentato nel maggio 2023 (e relativo al marzo dello stesso anno), il numero di unità vendute supera i 125 milioni di unità, di cui circa 18 milioni nell'ultimo anno al pari col trend del 2021. L'andamento delle vendite si conferma in lenta discesa al punto che l'azienda stessa annuncia che, secondo le sue previsioni, nell'anno successivo le vendite caleranno a soli 15 milioni di unità annue. Il 7 maggio 2024 ha pubblicato il rendiconto finanziario dell'anno fiscale 2023/24. Con un totale di 15,7 milioni di console, Nintendo Switch raggiunge quota 141,32 milioni di unità vendute, arrivando a 143,4 nei mesi successivi.
A settembre 2024 la Nintendo Switch ha raggiunto la cifra di 146,04 milioni di unità vendute. Nel febbraio 2025, Nintendo ha rivelato di aver venduto 150,86 milioni di console fino a fine dicembre 2024. A maggio 2025, Nintendo ha pubblicato i risultati del suo anno fiscale, annunciando di aver raggiunto 152,12 milioni di console fino a fine marzo 2025.

## Caratteristiche software
Una volta accesa la console, dopo l'eventuale schermata di blocco, si viene portati alla schermata home di sistema. Nella parte superiore sono presenti i collegamenti ai profili, l'orario, la potenza del segnale Wi-Fi/presenza di connessione cablata e la percentuale di batteria.
La home presenta in posizione centrale una lista di applicazioni installate in ordine di ultima apertura. Superata la soglia di dodici titoli, le applicazioni eseguite meno recentemente vengono raggruppate nella sezione "Tutti i software" posta alla fine della lista.
Nella parte inferiore sono presenti vari menu che sono accessibili senza interrompere la partita o altre applicazioni in esecuzione.

### Nintendo Switch Online
La sezione "Nintendo Switch Online", introdotta con l'aggiornamento di sistema 11.0.0, permette di accedere a una dashboard che visualizza varie informazioni quali benefici disponibili per i membri, eventi, e una scorciatoia per i cataloghi dei titoli NES, SNES e Game Boy inclusi nell'abbonamento e Nintendo 64, Sega Mega Drive e Game Boy Advance insieme ad altri contenuti gratuiti come DLC se si possiede l'abbonamento con il pacchetto aggiuntivo, introdotto nel firmware 13.1.0.

### Notizie
Permette di essere sempre aggiornati sull'uscita di nuovi giochi o aggiornamenti. Le notizie possono essere divise a seconda del canale di appartenenza, è inoltre possibile cercare e iscriversi ad altri canali per ricevere notizie di proprio interesse.

### Nintendo eShop
Nintendo eShop è lo store di distribuzione digitale di Nintendo. Permette di scaricare titoli Switch, giochi creati per lo shop stesso e applicazioni oltre che a patch e contenuti aggiuntivi per i giochi (DLC). Il credito può essere aggiunto sia tramite carta di credito sia tramite l'acquisto delle Nintendo eShop Card, reperibili in negozi e catene specializzati. Da agosto 2017 anche il servizio di e-payment PayPal inizia a essere supportato come metodo di pagamento per il Nintendo eShop. È possibile convertire i punti oro MyNintendo, ottenuti dall'acquisto di giochi e DLC digitali oppure in formato fisico, in credito spendibile sullo store (non più disponibili da 24 Marzo 2025). Dall'aggiornamento 20.0.0 il colore è rosso

### GameShare
GameShare sarà disponibile dopo l'uscita di Nintendo Switch 2 potendo "condividere" i giochi della console sul momento in maniera simile alla Modalità Download di Nintendo DS e Nintendo 3DS

### Schede di gioco virtuali
Sono utilizzabili per condividere dei giochi digitali acquistati solo dal Nintendo E-shop con altri utenti del proprio gruppo famiglia, torneranno indietro dopo 14 giorni.

### Album
Permette di vedere, modificare gli screenshot e le catture video registrate durante le sessioni di gioco e di pubblicarli in maniera diretta su Facebook o Twitter (fino al 10 giugno 2024), collegando la console a un PC attraverso un cavo USB oppure, a partire dall'aggiornamento di sistema 11.0.0, inviarle a un dispositivo smart attraverso la connessione Wi-Fi.

### Controller
Consente di vedere i controller collegati al sistema, cambiare l'impugnatura o l'ordine di quest'ultimi, "trovare" i controller smarriti attraverso la funzione di vibrazione, e sincronizzare nuovi controller.

### Impostazioni di sistema
Permette di vedere e modificare alcune impostazioni come il tema, la lingua, le notifiche, la connessione a internet e il filtro famiglia. Con l'aggiornamento di sistema 13.0.0 (immesso sul mercato il 16 settembre 2021) è stata aggiunta la possibilità di utilizzare delle cuffie connesse tramite tecnologia Bluetooth mentre nell'aggiornamento 20.0.0 (29 aprile 2025) è possibile inviare i propri dati della console a una console Nintendo Switch 2 o trasferirli in un server.

### Modalità di riposo
Se selezionata, manda la console in modalità di riposo. Durante la modalità di riposo il titolo in esecuzione rimane in memoria per essere richiamato successivamente e i download di applicazioni/aggiornamenti non vengono interrotti. In ogni caso, se l'unità non riesce a raffreddarsi sufficientemente e la sua temperatura è troppo alta, la console va in automatico in modalità standby effettuando uno spegnimento parziale per evitare danneggiamenti dovuti alle temperature.

## Restyling

### Nintendo Switch Lite

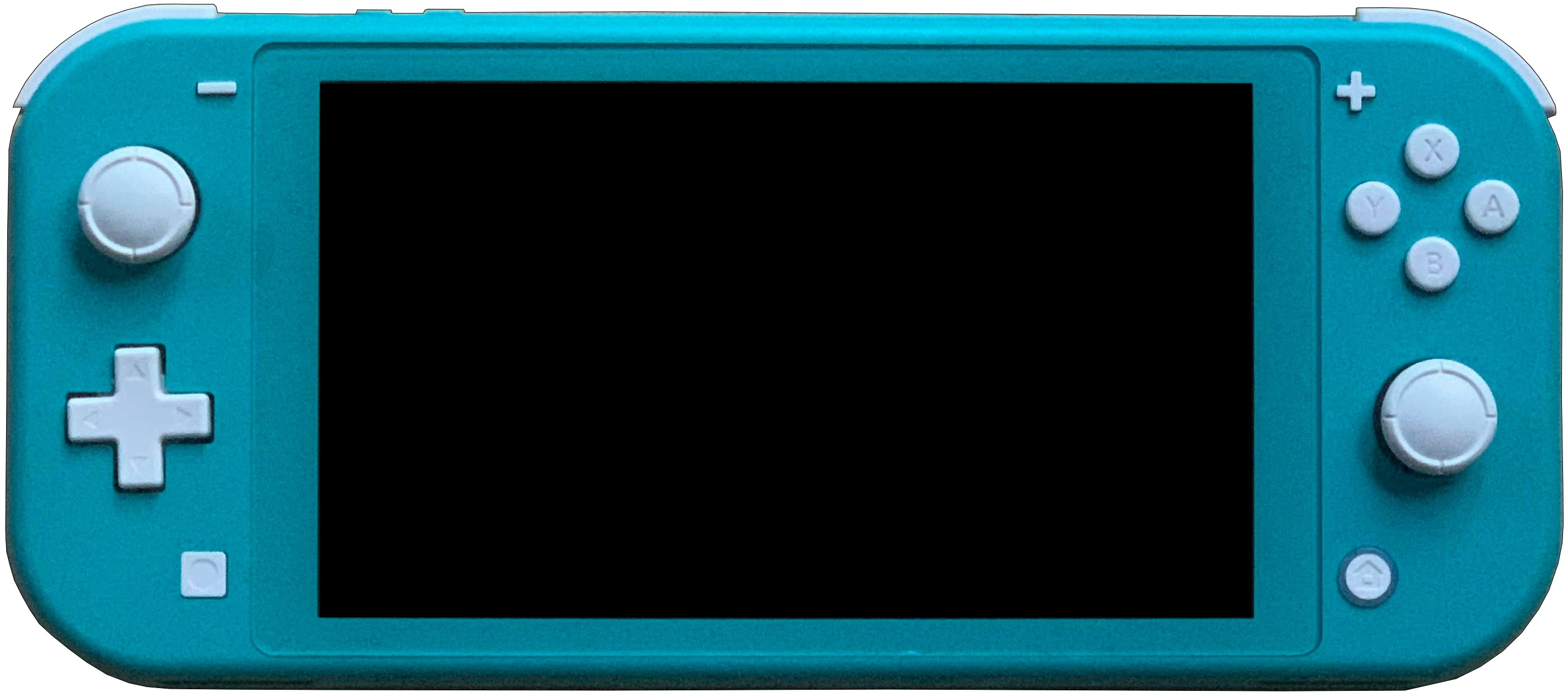
Nintendo Switch Lite integra i Joy-Con nel corpo principale.

Il 10 luglio 2019 Nintendo, attraverso un video pubblicato sul suo canale ufficiale YouTube, ha annunciato ufficialmente il primo restyling della console: Nintendo Switch Lite (Nome in codice "Hoag"). A differenza della console originale, a cui si affianca sul mercato a un prezzo inferiore senza sostituirla, Nintendo Switch Lite è utilizzabile esclusivamente in modalità portatile, per questa ragione è priva dei due Joy-Con removibili e del classico stand per giocare in modalità da tavolo. Rispetto alla console originale, la nuova versione prevede uno schermo più piccolo, pari a 5,5 pollici. La console è compatibile con tutti i software per Nintendo Switch che possono essere giocati in modalità portatile ed è stata lanciata sul mercato il 20 settembre 2019 in tre diverse tonalità di colore: giallo, grigio e turchese. Inoltre una versione speciale della console dedicata ai Pokémon leggendari protagonisti dei due videogiochi Pokémon Spada e Scudo, Zacian e Zamazenta, è disponibile dall'8 novembre 2019. È anche disponibile in altri due colori: corallo e blu.

### Nintendo Switch - Modello OLED

La novità principale di Nintendo Switch - Modello OLED è lo schermo: OLED e più grande.

Ad aprile 2020 sono trapelate alcune indiscrezioni su un nuovo modello, dopo che un dataminer ha scovato nel firmware 10.0.0 tracce di una futura revisione hardware del modello Switch. Ma è solo a gennaio 2021 che viene annunciato il nome in codice della nuova versione, "Aula". Il secondo restyling della console, ufficialmente nota come Nintendo Switch - Modello OLED, viene annunciato il 6 luglio 2021, attraverso un video pubblicato sul proprio canale ufficiale YouTube. Come nel caso del Nintendo Switch Lite, la nuova console non è pensata per sostituire la precedente sul mercato, bensì per affiancarla seppur in una fascia di prezzo lievemente superiore. Rispetto alla console originale, la nuova versione prevede uno schermo più grande, pari a 7 pollici, di tipo OLED RGB a configurazione proprietaria, con cornice più sottile e una pellicola anti-dispersione incorporata per prevenire i danni accidentali. Inoltre il sistema è dotato di memoria di archiviazione interna di 64 GB e funzionalità audio avanzate durante l'utilizzo in modalità portatile o da tavolo. Per quanto riguarda le altre novità, è stato riprogettato lo stand posteriore, ora più grande e capace di regolare l'inclinazione della console durante l'utilizzo in modalità da tavolo. La docking station, parte della dotazione di questo restyling, è stata riprogettata e prevede una porta LAN (a scapito di una porta USB in meno rispetto al modello base). Non sono presenti ulteriori specifiche tecniche o riprogettazioni a livello hardware, rimanendo pressoché identica alla versione base in tutto il resto dei componenti e garantendo la piena compatibilità con tutti i giochi e accessori già esistenti, pur con qualche trascurabile eccezione. La nuova unità è disponibile in due colorazioni: bianca (con Joycon bianchi) e nera (con Joycon delle stesse tonalità del modello base). La console è stata immessa sul mercato l'8 ottobre 2021, lo stesso giorno d'uscita di Metroid Dread, a un prezzo pari a 349,99 euro. Contestualmente, agli inizi di settembre, è stata annunciata (solo per l'Europa) una riduzione del prezzo della versione standard di Nintendo Switch, che passa da 329,99 a 299,99 euro. Il 16 luglio 2021 Amazon Italia apre i preordini per la nuova versione della console Nintendo. In Cina, invece, la nuova versione della console è disponibile dall'11 gennaio 2022.

## Servizi online

### Nintendo Switch Online

Logo di Nintendo Switch Online

Nintendo Switch Online è un servizio a pagamento per Nintendo Switch lanciato il 18 settembre 2018: fino a tale data, infatti, l'utilizzo dei servizi per il gioco via Internet era stato offerto da Nintendo in forma gratuita. Il suo scopo è permettere all'utenza l'uso della modalità multiplayer online nei titoli che lo prevedono. Il servizio include anche l’utilizzo dell'app che consente di usare la chat vocale nelle partite multigiocatore e il salvataggio dei dati dei progressi nel cloud. L'abbonamento consente anche di fruire di un catalogo di giochi per Nintendo Entertainment System (NES), Super Nintendo Entertainment System (SNES) e per Game Boy, aggiornato (inizialmente) su base mensile, alcuni dei quali disponibili in modalità multigiocatore anche online.
Al lancio della piattaforma sono stati resi disponibili 20 titoli: Balloon Fight, Baseball, Donkey Kong, Double Dragon, Dr. Mario, Excitebike, Ghosts 'n Goblins, Gradius, Ice Climber, Ice Hockey, The Legend of Zelda, Mario Bros., Pro Wrestling, River City Ransom, Soccer, Super Mario Bros., Super Mario Bros. 3, Tecmo Bowl, Tennis e Yoshi.
Nel Nintendo Direct del settembre 2021 è stato annunciato il "Pacchetto Aggiuntivo", che include giochi per Nintendo 64, Sega Mega Drive e Game Boy Advance. Il servizio, attivo a partire da fine ottobre, consentirà agli utenti, previo pagamento, di giocare ad una selezione di giochi delle suddette piattaforme. I giochi per Nintendo 64 saranno in versione americana a 60 Hz per gran parte del mercato globale (Europa inclusa) con la possibilità, in determinati titoli, di scegliere se giocare la versione europea, più lenta ma localizzata nelle varie lingue. Il 26 ottobre 2021 le funzionalità espanse di Nintendo Switch Online sono state ufficialmente supportate dalla console con l'aggiornamento di sistema 13.1.0. Tuttavia il lancio è stato accolto da diverse critiche, molte relative alla pessima emulazione, poco fedele all'esperienza sui sistemi di gioco originali (in particolare Nintendo 64).

## Controversie

### Problemi al lancio
Il problema che fece più discutere al lancio fu relativo all'imbarcamento della console dopo svariate sessioni di gioco; alcune unità, infatti, tendevano a flettersi assumendo una leggera curvatura dovuta alla cattiva dissipazione del calore.
Un altro dei difetti presenti al lancio fu quello dell'interruzione della connessione Bluetooth tra Joy-Con, in particolare quello sinistro, e la console. Il problema venne risolto con i successivi aggiornamenti di sistema e firmware dei controller.

### Joy-Con drift
Una delle critiche maggiori mosse al sistema è relativa al dispositivo di controllo: già nei primi due anni di vita, infatti, molti consumatori segnalarono problemi di funzionamento dei Joy-Con. Nello specifico, una delle levette analogiche tendeva, col tempo, a slittare impercettibilmente sul suo asse, mandando segnali di movimento alla console anche qualora il giocatore non imprimesse nessun comando. Il problema, noto per questo con l'appellativo di Joy Con drift ha portato a diverse lamentele da parte dei consumatori, sfociate, nel 2019, in un'azione legale contro l'azienda nipponica, estesasi, qualche mese dopo, anche al modello portatile Switch Lite.. Nonostante l'avvio nel 2019 di un servizio di riparazione e sostituzione gratuito delle unità difettose anche fuori garanzia e le scuse da parte di Shuntaro Furukawa, dal 2018 presidente di Nintendo, che ha effettivamente riconosciuto nel luglio 2020 l'esistenza del difetto, l'azienda ha comunque mantenuto una linea morbida al riguardo, parlando sempre di un problema di poca rilevanza e che affligge un numero di unità non così elevato come affermerebbe la stampa.
Il dicembre dello stesso anno il portavoce della divisione americana dell'azienda Doug Bowser afferma che Nintendo è al lavoro su una revisione del sistema di controllo per ovviare a questo problema.
Una nuova azione legale, questa volta da parte di uno studio canadese, è stata intentata nel gennaio 2021. Nello stesso mese l'organizzazione europea dei consumatori (BEUC) ha riportato di aver ricevuto dal lancio più di 25 mila reclami per difetti da parte di proprietari della console, dei quali l'88% relativo a difetti dei Joy-Con nei primi due anni di vita. La BEUC sostiene che Nintendo abbia dato informazioni incomplete o errate ai propri clienti fornendo un prodotto dalla durata volutamente limitata parlando di obsolescenza prematura e proponendo alla commissione europea di interfacciarsi con Nintendo al fine di prendere provvedimenti sull'argomento. Nel luglio 2021 si diffonde la notizia secondo cui in alcuni modelli dei controller (tra cui quelli pubblicati in occasione dell'anniversario della saga di The Legend of Zelda), in particolare sul Joy-con destro, l'azienda giapponese abbia applicato delle strisce di gommapiuma sulla scocca in plastica, di modo da modificare la pressione esercitata sulla levetta analogica e ridurre l'insorgenza e l'entità del difetto. La modifica, che riprende la soluzione proposta da alcuni utenti su YouTube, sembra che fosse già stata applicata nel 2019, tuttavia senza successo.
Agli inizi di giugno 2022 si ritorna a parlare del problema con la richiesta da parte dell'associazione dei consumatori britannica Which? di apertura di una nuova indagine in merito al problema.

## Eredità

### Successore

Il logo di Nintendo Switch 2

Nintendo Switch 2, il successore di Nintendo Switch, è stato rivelato con un trailer di anteprima il 16 gennaio 2025 in contemporanea con l'uscita di Donkey Kong country returns HD ed è stata distribuita a partire dal 5 giugno 2025. Un Nintendo Direct dedicato è avvenuto il 2 aprile, assieme a diversi eventi pubblici annunciati per fine dello stesso mese in cui poter provare la console, offerti in località di tutto il mondo nella seconda metà di aprile.